# Kočno ob Ložnici
Kočno ob Ložnici ist ein Dorf am rechten Ufer des Flusses  Ložnica in der Gemeinde Slovenska Bistrica im Nordosten Sloweniens. Das Gebiet ist Teil der ehemaligen Region Untersteiermark.

## Sehenswürdigkeiten

### Kirche des heiligen Ägidius
Der zentrale Punkt in diesem kleinen Weiler ist die Kirche des hl. Ägidius, die auf der Anhöhe über dem Dorf errichtet wurde. Zum ersten Mal wurde sie im Jahr 1545 schriftlich erwähnt. Das heutige Bauwerk ist jedoch in den Jahren 1900–1903 entstanden. Erwähnenswert ist sie wegen ihrer Innenausstattung, die von Mihael Pogačnik, Franc Zemlak und Josef Straub geschaffen wurde.

### Slamnik-Heuraufe
Die Slamnik-Heuraufe ist ein Beispiel für eine Doppel-Heuraufe, die sehr selten für diesen Teil von Slowenien ist. Die Heuraufe ist aus Eichenholz konstruiert und mit rotem Backstein bedeckt. Sie wurde 1884 von Schreinern aus Šentjur in dreimonatiger Arbeit gebaut. Die Heuraufe ist mit Holzgitterwerk bedeckt. In der Vergangenheit war sie zum Trocknen von Heu verwendet worden, heute dient sie zur Unterbringung von landwirtschaftlichen Geräten und Maschinen. 